# Mémorial international de Tenerife du 27 mars 1977
 (mars 2023).

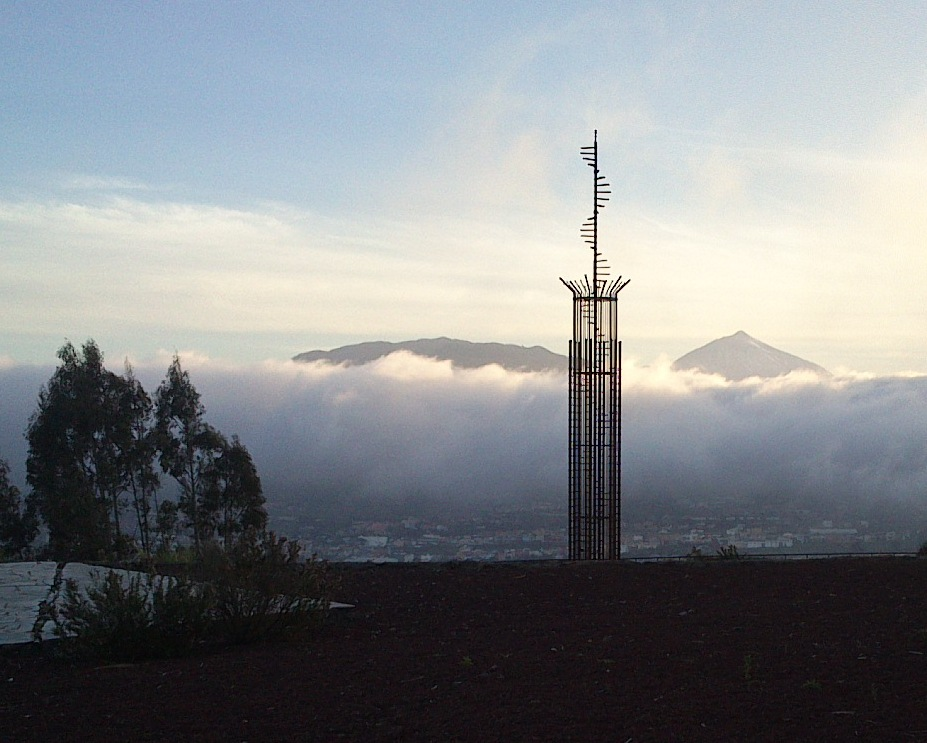
Mémorial international de Tenerife avec le sommet du Teide en arrière-plan.

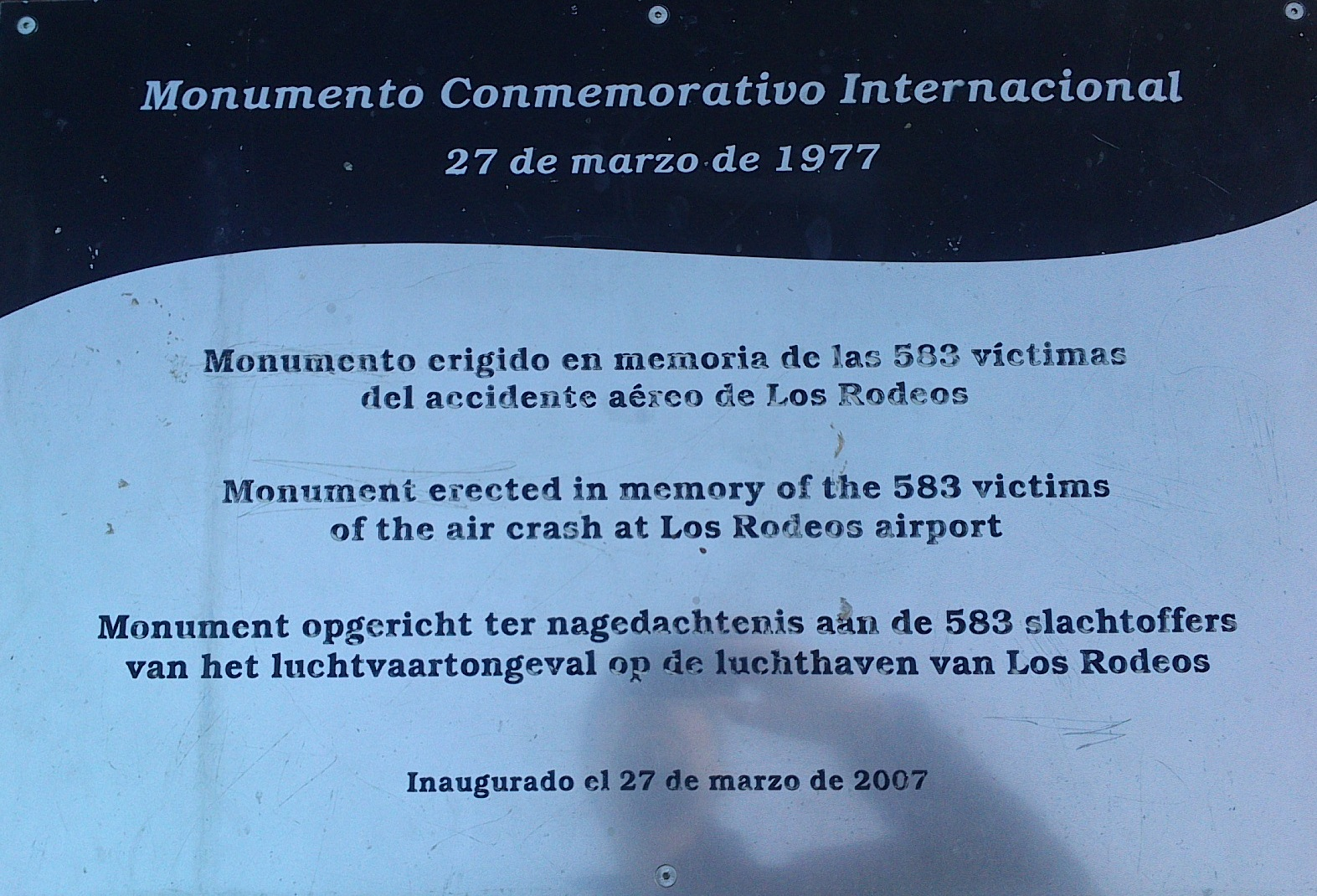
Plaque commémorative

Le Mémorial international de Tenerife du 27 mars 1977, érigé à la mémoire des 583 victimes de la catastrophe de l'aéroport de Tenerife, est un monument situé sur la Mesa Mota près de la ville de San Cristóbal de La Laguna sur l'île de Tenerife (îles Canaries, Espagne). Cet emplacement offre une vue sur l'aéroport de Los Rodeos (aujourd'hui l'aéroport de Tenerife Nord) et même, par temps clair, sur la silhouette du mont Teide.
Le monument a été inauguré le 27 mars 2007 pour le 30e anniversaire de la catastrophe, en présence de nombreux proches des personnes tuées dans l'accident. Il a la forme d'un escalier en colimaçon, avec des marches qui relient la terre et le ciel. La structure de 18 mètres (59 pieds) a été conçue par l'artiste néerlandais Rudi van de Wint (nl).